# Грюттер, Петер
Петер Грюттер (фр. Peter Grütter, род. 30 июня 1942 года, Берн, Швейцария) — фигурист из Швейцарии, выступавший в одиночном фигурном катании, ныне — тренер по фигурному катанию.

## Карьера
Петер Грюттер представлял Швейцарию на Олимпийских играх 1964 года в Инсбруке, где занял 24-е место, после чего покинул любительский спорт. Катался у Жака Гершвилера, дяди и тренера серебряного призёра Олимпийских игр 1948 года в Санкт-Морице Ханса Гершвилера.
Тренерскую карьеру Грюттер начал в 1965 году. Самым известным его учеником и по сей день остается серебряный призёр Олимпийских игр 2006 Стефан Ламбьель, которого Грюттер тренировал с 1995 года до июня 2006 и снова начал с июля 2009 года, когда Стефан изъявил желание вернуться в любительский спорт для участия в Олимпиаде.
Также среди его бывших и нынешних учеников: Ноэми Силберер, Самуэль Контести, Рафаэль Борен, Лоран Альварес, Паоло Баккини, Эллисон Пертичетто, Анна Овчарова.

## Интересные факты
- Кроме зимних Олимпийских игр 1964 года Петер Грюттер не принимал участия ни в каких международных соревнованиях (чемпионаты мира и Европы).